# Środa Wielkopolska…
Środa Wielkopolska... là một thị trấn thuộc huyện Średzki, tỉnh Wielkopolskie ở trung-tây Ba Lan. Thị trấn có diện tích 18 km². Đến ngày 1 tháng 1 năm 2011, dân số của thị trấn là 22179 người và mật độ 1234 người/km².